# Rödnackad arassari
Rödnackad arassari (Pteroglossus bitorquatus) är en fågel i familjen tukaner inom ordningen hackspettartade fåglar.

## Utseende
Rödnackad arassari är en liten (36 cm) färgglad tukan. Fjäderdräkten är grön och gul med rött på övergump, nacke och övre delen av ryggen. På bröstet syns även en bred röd fläck. Underarten sturmii (av vissa urskild som egen art, se nedan) har helsvart undre näbbhalva istället för vitt längst in samt brunt istället för rött öga.

## Utbredning och systematik
Arten förekommer söder om Amazonområdet och delas normalt in i tre underarter med följande utbredning:
- bitorquatus-gruppen
  - Pteroglossus bitorquatus reichenowi – Brasilien mellan Tapajós och Tocantins River
  - Pteroglossus bitorquatus bitorquatus – nordöstra Brasilien öster om Tocantins River till Maranhao River
- Pteroglossus bitorquatus sturmii – nord-centrala Brasilien till östra Bolivia och Mato Grosso

Birdlife International och internationella naturvårdsunionen IUCN urskiljer sedan 2014 underarten sturmii som en egen art.

## Status
IUCN kategoriserar underartsgrupperna (eller arterna) var för sig, sturmii som livskraftig och bitorquatus (inklusive reichenowi) som nära hotad.